# Prochyliza brevicornis
Prochyliza brevicornis är en tvåvingeart som beskrevs av Axel Leonard Melander 1924. Prochyliza brevicornis ingår i släktet Prochyliza och familjen ostflugor. Inga underarter finns listade i Catalogue of Life.